# John Parker
John Michael Parker (Newport, 13 settembre 1946) è un ex pallanuotista statunitense, vincitore di una medaglia di bronzo a Monaco 1972.